# Даша Дрндич
Даша Дрндич (хорв. Daša Drndić; 10 серпня 1946, Загреб — 5 червня 2018, Рієка) — хорватська письменниця, літературний критик, перекладач.

## Біографія
Закінчила філософський факультет Белградського університету. За стипендії Фулбрайта стажувалася в університеті Південного Іллінойсу та університету Кейза. Захистила в Рієці дисертацію про фемінізм та політичну заангажованість в літературі. Викладала в університеті Рієки сучасну британську писемність і літературну майстерність. Крім прози писала п'єси для радіо. Перекладала Борхеса, Ґомбровича, Одена, Далтона Трамбо, Томаса Бергера та ін.

## Книги
- Put do subote (1982)
- Камінь з неба/ Kamen s neba (1984)
- Marija Częstochowska još uvijek roni suze ili Umiranje u Torontu (1997)
- Canzone di guerra (1998; словен. пер. 2011)
- Totenwande, Zidovi smrti (2000)
- Doppelgänger (2002)
- Leica format, роман (2003; словен. пер. 2011)
- After Eight, статті про літературу (2005)
- Feministički rukopis ili politička parabola: drame Lillian Hellman (2006)
- Sonnenschein — dokumentarni roman (2007, премія Киклоп книжкового фестивалю у Пулі, короткий список премії «Індепендент» за перекладну прозу, 2013; словен. пер. 2009, гол. і пол. пер. 2010, англ. пер. 2011, фр. пер. 2013)
- Квітень в Берліні/ April u Berlinu (2009)
- Belladonna, роман (2012, рец.  [Архівовано 6 січня 2013 у Wayback Machine.])

## Визнання
Твори Дрндич перекладені на кілька європейських мов. Її романи і радіодрами удостоєні національних і зарубіжних премій.